# Kur hapen dyert e jetës
Kur hapen dyert e jetës (en albanès, Quan s'obre la porta de la vida) del 1986 escrita i dirigida per Rikard Ljarja.

## Trama
Bardhyl és un jove metge que rep l'ordre de treballar en un petit poble de les muntanyes. La comunitat local, reservada amb ell, comença a valorar-lo quan realitza una operació difícil en condicions molt primitives, sense les eines adequades. L'operació és un èxit i la feina del metge es converteix en un model per als joves de la localitat.

## Repartiment
- Petrit Malaj com el Dr. Bardhyl
- Reshat Arbana com a president
- Valter Gjoni com a Luan
- Suela Konjari com a Mira
- Pranvera Lumani com a Vera
- Piro Malaveci com a conductor Frrok
- Frederik Ndoci com a Leka
- Bep Shiroka com a perruquer
- Xhevahir Zeneli com a Kolya
- Ndrek Shkjezi com un vell malalt
- Vasjan Lami com Fatos
- Shpresa Bërdëllim com a Liza
- Kolë Kaftalli com a Martin Leka
- Antoneta Papapavli com la mare de la Lisa
- Marika Kallamata com a mare de Bardhy
- Anila Karaj com a germana de Bardhy
- Merita Dabulla com a dona del president
- Ilia Shyti com a professora
- Tatiana Leska
- Arben Subashi